# Karel de Bazel
Karel de Bazel, nome completo Karel Petrus Cornelis de Bazel (Den Helder, 14 febbraio 1869 – Amsterdam, 28 novembre 1923), è stato un architetto, incisore e designer olandese, il primo presidente dell'Associazione degli architetti olandesi nel 1909 (BNA).

## Biografia
Karel de Bazel era un figlio di Karel Pieter Cornelis de Bazel, impiegato del ministero della marina, e Petronella Elisabeth Koch. De Bazel proveniva da un ambiente semplice e frequentò solo la scuola elementare. De Bazel incominciò la sua carriera come apprendista con un falegname.
Successivamente frequentò il corso serale di architettura presso la Reale Accademia di Arti Figurative a L'Aia, dopo di che iniziò a lavorare presso uno studio di architettura a L'Aia nel 1888.
I suoi disegni più noti di questo periodo presentarono progetti della chiesa Sint-Vitus a Hilversum e della cattedrale Sint-Bavo ad Haarlem (1890). Dopo che De Bazel diventò membro della Società Teosofica nel 1894, interruppe il suo rapporto di lavoro, per formare l'anno seguente, assieme a Johannes Ludovicus Mathieu Lauweriks una loro società.
Dal 1895 iniziò l'insegnamento di corsi di disegno, di storia dell'arte, di estetica, alla Scuola delle Arti Figurative di Haarlem, assieme al collega J. L. M. Lauweriks e vi mantenne la cattedra fino al 1901. Come docente contribuì alla formazione e allo sviluppo della moderna arte applicata nei Paesi Bassi.
Nei primi anni del XX secolo, insieme a Hendrik Petrus Berlage, fu il maggior rappresentante dello stile architettonico razionalista, ispirandosi a influenze orientali.
De Bazel progettò, tra le altre opere, un edificio per uffici per la Nederlandsche Handel-Maatschappij, costruita tra il 1919 e il 1926, ad Amsterdam, in cui si occupò anche degli interni.
Altri progetti di De Bazel compresero la costruzione della Compagnia olandese di Heathland ad Arnheme, la sede della Nederlandsche Handel-Maatschappij (1920-1926) ad Amsterdam e la Sinagoga di Enschede, un progetto che è stato realizzato solo dopo la sua morte.
Nel 1921 fu incaricato dal comune di Bussum di progettare una nuova zona residenziale, il Brediuskwartier, che diventò uno degli esempi più riusciti di un quartiere residenziale nei Paesi Bassi.Realizzò quartieri residenziali anche ad Amsterdam.
De Bazel si dedicò non solamente all'architettura, ma si dimostrò una persona versatile, dato che si dedicò alle arti applicate, alla progettazione grafica, alla pittura, alla scultura, alla ceramica, progettò mobili e utensili, tra gli altri la culla realizzata per la principessa Juliana nel 1909, oltre che i francobolli in onore del centenario del regno nel 1913,e altri lavori nelle tecniche decorative e xilografiche.
De Bazel costruì un certo numero di case operaie ad Amsterdam tra il 1913 e il 1916 nello Spaarndammerbuurt, oltre ad essere stato uno dei designer della vetreria di Leerdam, assieme a colleghi quali Hendrik Petrus Berlage e Frank Lloyd Wright.
La sua opera più originale risultò un progetto ideale per la "Capitale Mondiale" (1905-1906), che avrebbe dovuto sorgere presso L'Aia;inoltre molti consensi ottenne anche il progetto per il municipio di Rotterdam (1912).
Karel de Bazel morì all'età di cinquantaquattro anni durante un trasferimento in treno da Bussum ad Amsterdam, per partecipare ai funerali del suo collega architetto Michel de Klerk. Non riuscì a vedere il completamento di uno dei suoi progetti più importanti, la costruzione della Nederlandsche Handel-Maatschappij, nel 1926.

## Opere
- Progetto della chiesa Sint-Vitus a Hilversum (1890);
- Progetto della cattedrale Sint-Bavo ad Haarlem (1890);
- Progetto ideale per la "Capitale Mondiale" presso L'Aia (1905-1906);
- Progetto per il municipio di Rotterdam (1912);
- Case operaie nello Spaarndammerbuurt ad Amsterdam (1913-1916);
- Edificio per uffici per la Nederlandsche Handel-Maatschappij ad Amsterdam (1919-1926);
- Compagnia olandese di Heathland ad Arnheme (1920-1926);
- Sede della Nederlandsche Handel-Maatschappij ad Amsterdam (1920-1926);
- Nuova zona residenziale, il Brediuskwartier, a Bussum (1921);
- Sinagoga di Enschede (dopo il 1923);
- Nederlandsche Handel-Maatschappij (1926).

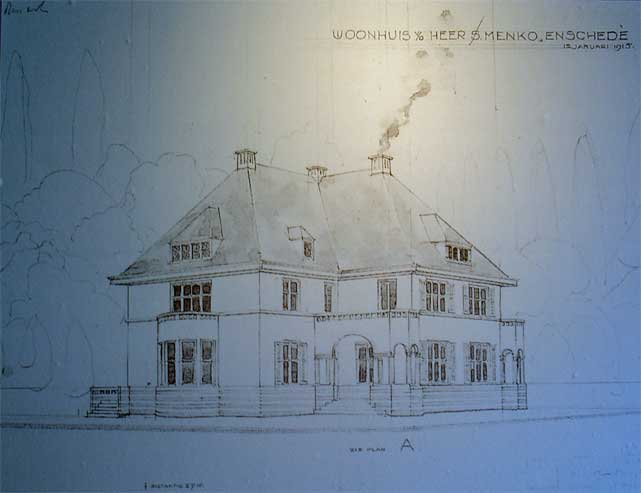
Design casa Menko-van-Dam a Enschede
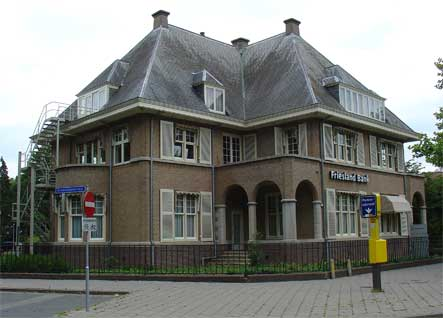
Casa Menko-van-Dam a Enschede
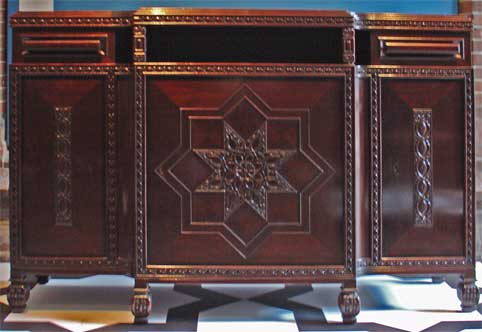
Mobili per gli interni della casa Menko-van-Dam a Enschede
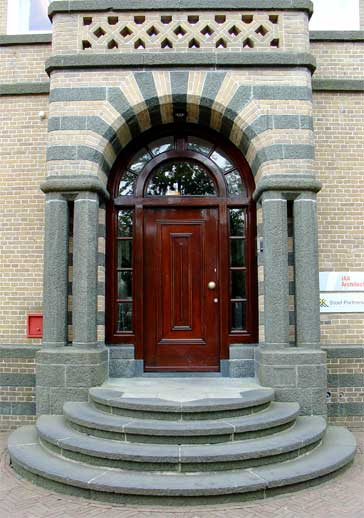
Ingresso della villa in Enschede
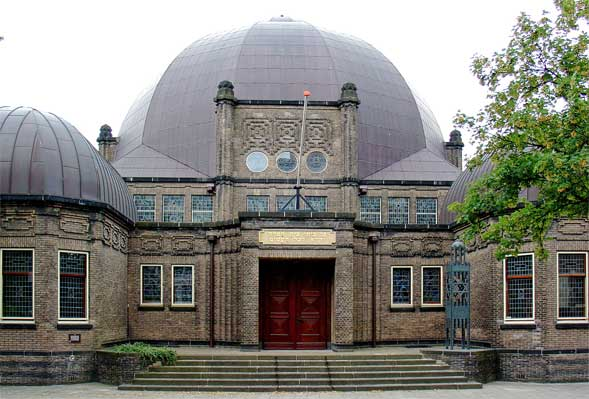
Sinagoga di Enschede
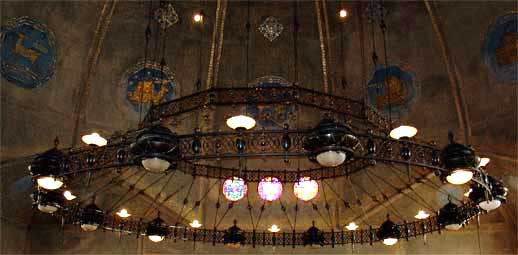
Illuminazione della sinagoga di Enschede
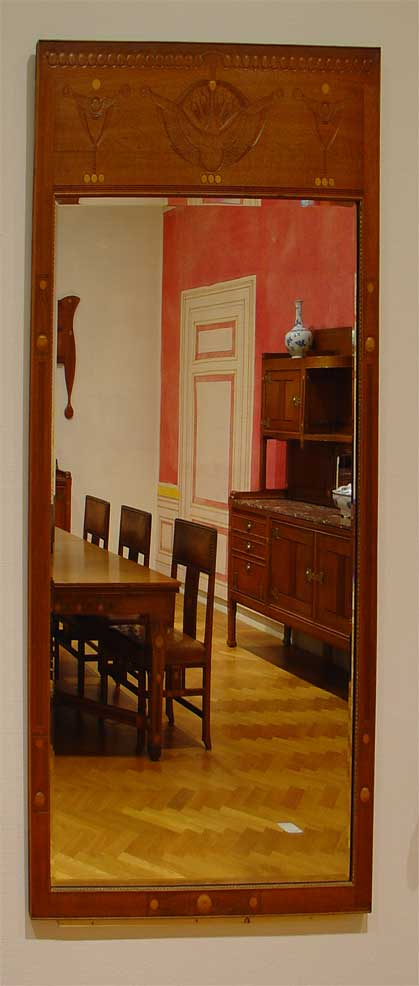
Sala da pranzo Schuurman-Gentis
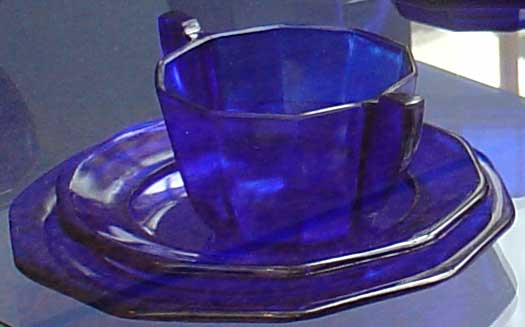
Parte del servizio di vetro della fabbrica di vetro Leerdam
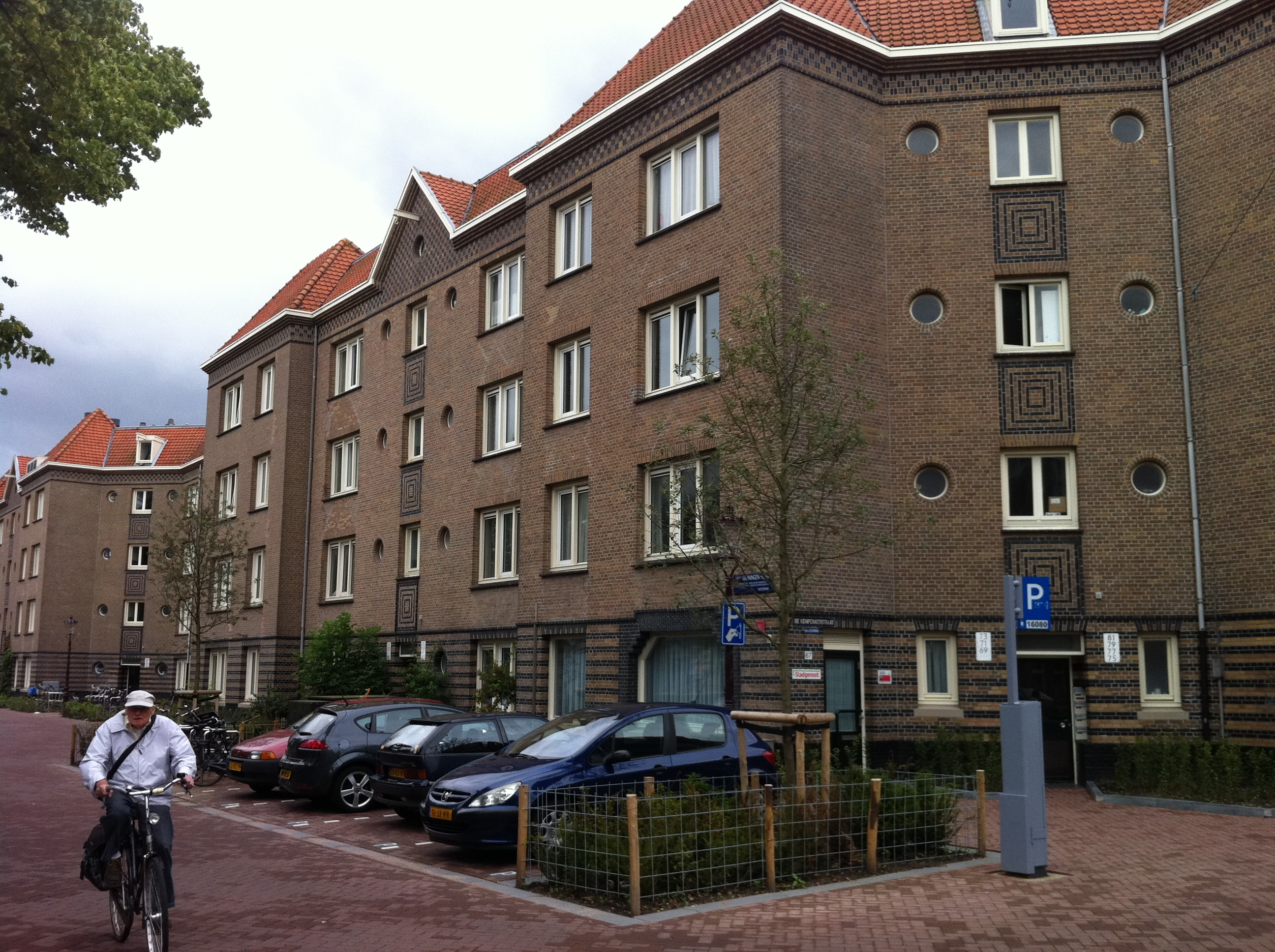
Case dei lavoratori Van Beuningenplein ad Amsterdam
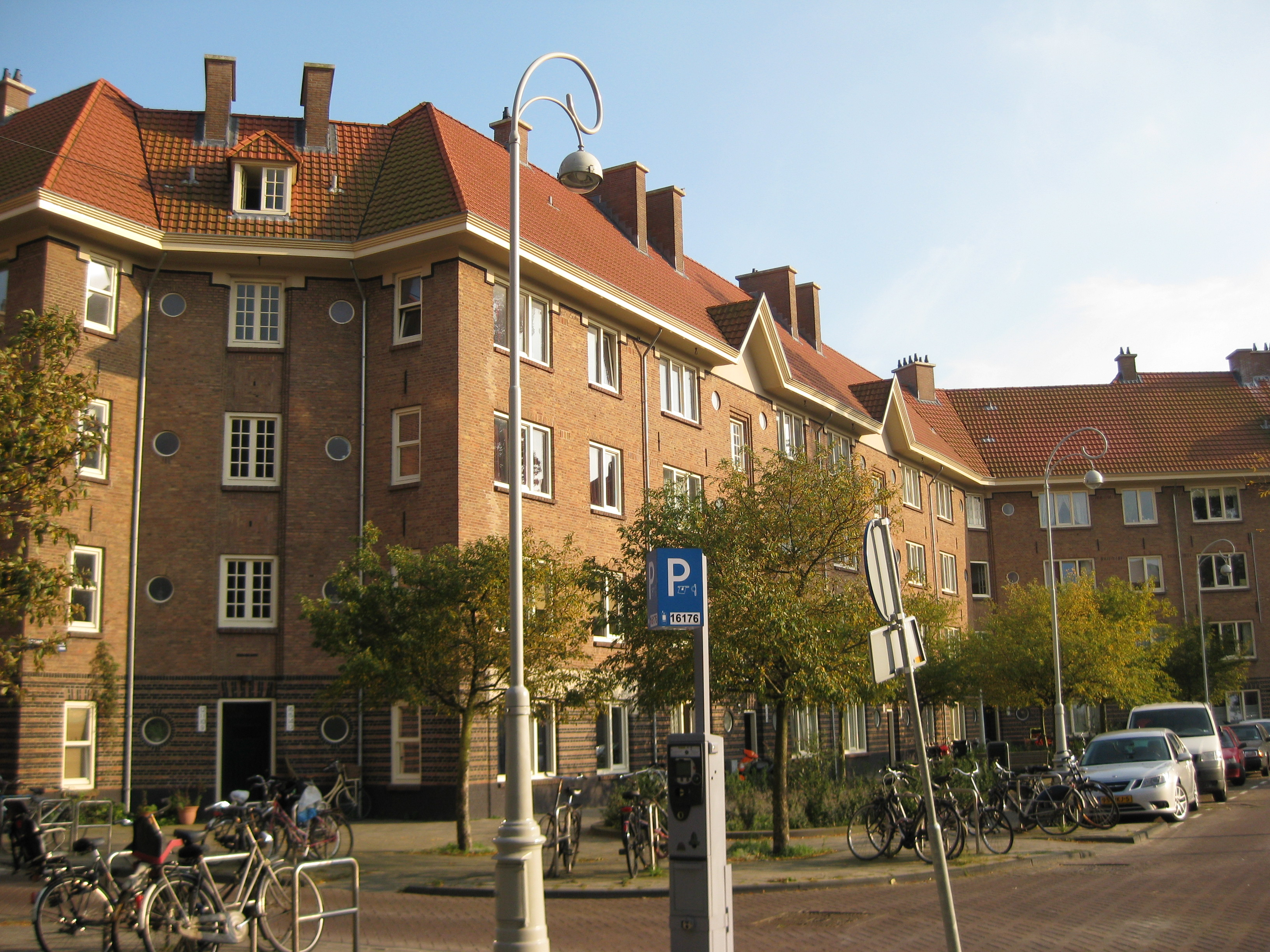
Design Zaandammerplein ad Amsterdam
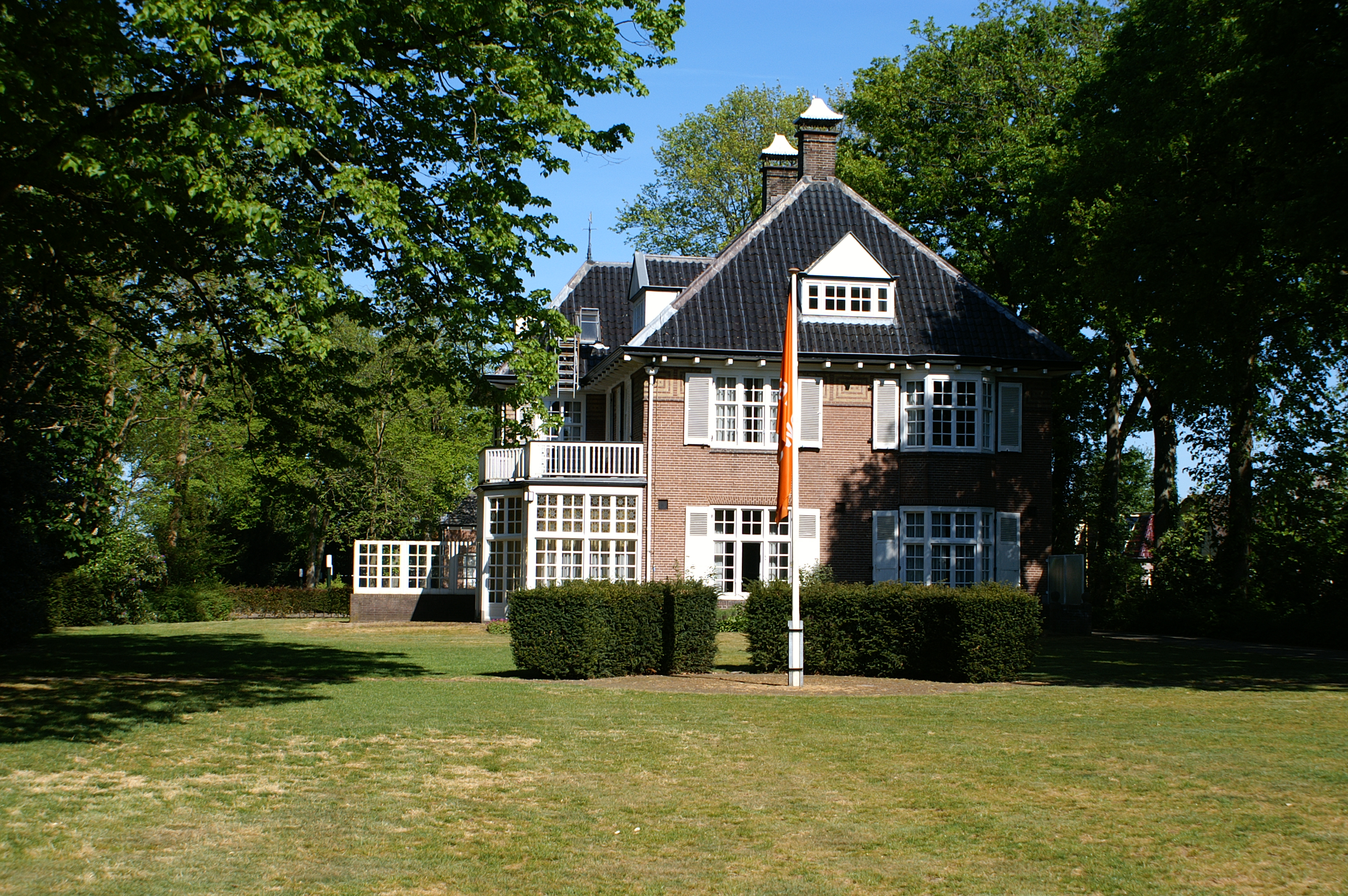
Woudoord in Oranjewoud
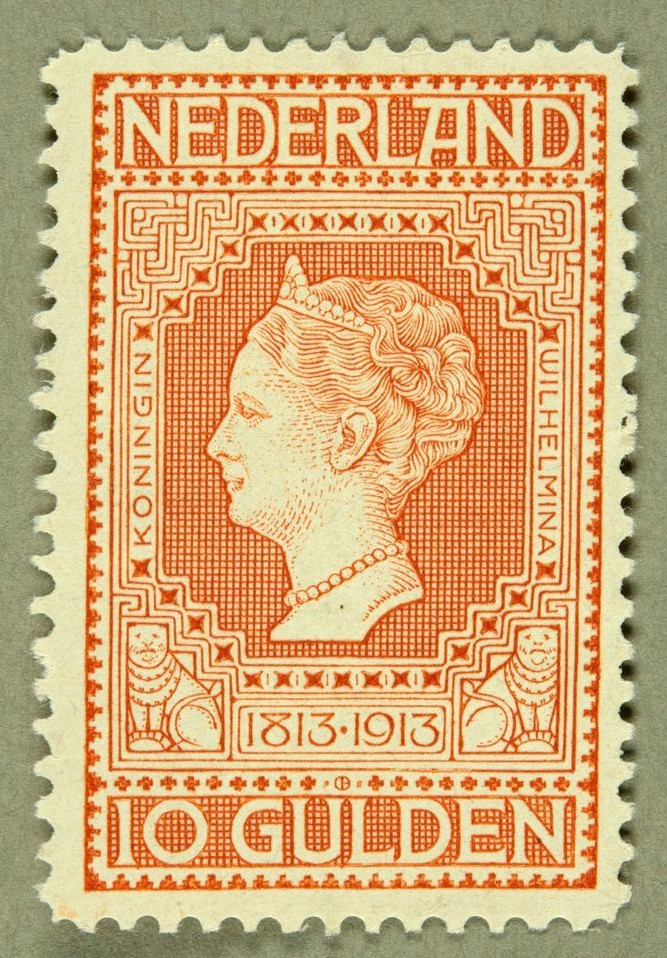
Francobollo per Guglielmina